# 응우옌투투이
응우옌투투이(Nguyễn Thu Thủy, 1976년 6월 20일 하노이 ~ 2021년 6월 5일)는 베트남의 모델이다.
1994년 미스 베트남 (영어)에 선정되었고, 2021년 6월 5일에 사망했으며 처음에는 사망원인이 뇌졸중으로 보도되었으나, 이후 심장마비로 정정되었다.